# ジョー・クロチェック
ジョー・クロチェック（英語: Joe Klocek、1995年6月24日 - ）は、オーストラリアの男優。

## フィルモグラフィー
- バラクーダ（英語版） (2016)
- プリーズ・ライク・ミー（英語版） (2016)
- ノーウェア・ボーイズ（英語版） (2016−2018)
- パイレーツ・オブ・カリビアン/最後の海賊 (2017)
- ネイバーズ (2017)
- グリッチ (2017)
- ハロー（英語版） (2018)
- ジェスの生涯 (2018)
- パトリシア・ムーア (2018)
- エイジ・オブ・パンデミック（英語版） (2020)
- 渇きと偽り（英語版） (2020)
- ネイバーズ (2022)